# 太陽塔仮面
太陽塔仮面（たいようとうかめん、生年月日不明 - ）は、太陽の塔をモチーフにした日本の覆面レスラー。

## 経歴
- 2013年9月1日、道頓堀プロレス道頓堀アリーナ大会のウルトラマンロビンと救世忍者乱丸による3WAYマッチでデビュー。

## 得意技
太陽トーンボム
セントーンアトミコと同型。
太陽塔ロック

## タイトル歴
- WDWW王座

## 入場曲
- 世界の国からこんにちは（三波春夫）